# Lead and Gold: Gangs of the Wild West
Lead and Gold: Gangs of the Wild West (рус. Lead and Gold. Быстрые и мёртвые) — видеоигра, многопользовательский командный шутер от третьего лица, разработанный шведской компанией Fatshark и выпущенный в апреле 2010 года.
Международным издателем игры является компания Paradox Interactive. Локализацией игры для России занималась компания Snowball Studios, изданием — совместно Snowball Studios и «1С-СофтКлаб».

## Геймплей
В Lead and Gold представлены четыре класса персонажей и шесть игровых режимов. Игроки работают в команде для достижения целей выбранного игрового режима. Каждый из персонажей имеет уникальные возможности, оружие и преимущества. Персонаж одного класса, который находится в непосредственной близости от дружественного персонажа другого класса, получает бонус. Кроме того, оставаясь рядом с другими товарищами по команде, персонажи могут медленно восстанавливать здоровье. Также допускается воскресить павшего товарища. Такое взаимодействие обеспечивается системой под названием «синергия».
Одиночная кампания в игре отсутствует.

## Игровые режимы
Захват (англ. Conquest) — захват контрольных точек в определённой последовательности.
Алчность (англ. Greed) — цель команд — захват мешка с золотом и доставка его в специальную зону. Одновременно в игре присутствует один мешок, за который сражаются команды.
Пороховая бочка (англ. Powderkeg) — одна команда пытается уничтожить две постройки с помощью бочек с порохом, вторая их защищает.
Ограбление (англ. Robbery) — одна команда должна уничтожить препятствия на своём пути и выкрасть мешок с золотом у второй команды.
Перестрелка (англ. Shootout) — классический team deathmatch: цель обеих команд — набрать максимальное число убийств членов команды противника.
Подрыв (англ. Demolition) — цель команд — захват бочек с порохом и уничтожение построек противников.

## Классы
Подрывник (англ. Blaster) — мощный класс для боя на коротких дистанциях, вооружённых двухзарядным дробовиком и динамитными шашками. Даёт бонус к защите окружающим напарникам.
Помощник шерифа (англ. Deputy) — класс для сражений на средних и дальних дистанциях, вооружённый многозарядным карабином. Обладает специальной способностью помечать противников, делая их видимыми для всех членов своей команды. Даёт бонус к атаке окружающим напарникам.
Стрелок (англ. Gunslinger) — самый скорострельный класс, пригодный для боя на коротких и средних дистанциях и вооружённый крупнокалиберным револьвером. Улучшает меткость (круг прицеливания) окружающих напарников. В отличие от других классов, револьвер заряжает выкидывая барабан и вставляя новый (тогда как остальные классы выбрасывают патроны и «докладывают» в барабан по одному).
Траппер (англ. Trapper) — снайпер, вооружённый охотничьим ружьём с оптическим прицелом. Может устанавливать капканы для временной нейтрализации попавших в них соперников. Увеличивает у окружающих напарников шанс нанести критический урон.

## Отзывы и рецензии
| Сводный рейтинг | Сводный рейтинг | Сводный рейтинг |
| Издание         | Оценка          | Оценка          |
| Издание         | PC              | PS3             |
| --------------- | --------------- | --------------- |
| GameRankings    | 73,40 %         | 68,37 %         |
| Metacritic      | 70/100          | 68/100          |

Lead and Gold получила смешанные отзывы как в англоязычной, так и в русской игровой прессе. На сайте GameRankings игра имеет рейтинг 73.40%. На сайте-агрегаторе Metacritic средняя оценка игры составляет 70 из 100 на основе 25 обзоров для платформы PC. При этом в рецензиях на игру встречаем обилие критики. Подавляющее большинство игроков недовольны крайней скупостью Lead and Gold на карты, классы, оружие и режимы игры. Отсутствие разнообразия, по мнению критиков, значительно снижает количество игроков на серверах и делает шутер скучным.
Однако обозреватели не отрицают, что в игре заложен неплохой потенциал и различные интересные находки, которые могли бы получить развитие в патчах и DLC. Также Lead and Gold имеет свой стиль с притягательной эстетикой Дикого Запада.
Летом 2018 года, благодаря уязвимости в защите Steam Web API, стало известно, что точное количество пользователей сервиса Steam, которые играли в игру хотя бы один раз, составляет 1 107 457 человек.